# الراية الملكية للمملكة المتحدة
تشير الراية الملكية للمملكة المتحدة حاليًا إلى أي من العلمين المتشابهين اللذين استخدمهما الملك تشارلز الثالث بصفته ملكًا للمملكة المتحدة، وتوابع التاج، وأقاليم ما وراء البحار البريطانية. يوجد نسختان من العلم، إحداهما للاستخدام داخل اسكتلندا، والأخرى للاستخدام في الأماكن الأخرى.
على الرغم من أنها تسمى عالميًا تقريبًا راية، غير أن هذه الأعلام تعني عند استخدامها في المملكة المتحدة أنها شعارات للأسلحة، لأنها تشكل درع الأسلحة الملكية. كان لدى الملكة إليزابيث الثانية منذ ستينيات القرن العشرين حتى وفاتها في عام 2022، العديد من الأعلام الشخصية المصممة لاستخدامها كسيادة على بعض عوالم الكومنولث. تشبه هذه الأعلام الشعارية تلك الخاصة بـ «الراية الملكية» البريطانية في كونها شعارات لأسلحة الأمة ولكنها تتميز بشعار موجود في العلم الشخصي العام للملكة (قرص أزرق يضم إكليل من الورود الذهبية يحيط بحرف 'E' فوقه تاج).
ترفرف الراية الملكية للمملكة المتحدة عندما يكون الملك مقيمًا في أحد القصور الملكية وعلى سيارته أو سفينته أو طائرته. يجوز أن ترفرف على أي مبنى، رسمي أو خاص، أثناء زيارة الملك، إذا طلب المالك أو صاحب العقار ذلك. ومن المعروف أنه يوضع محل علم الاتحاد فوق قصر وستمنستر عندما زيارة الملك خلال الافتتاح الرسمي للبرلمان. رفرفرت الراية الملكية على متن اليخت الملكي عندما كان في الخدمة، وكانت الملكة إليزابيث الثانية على متنه. الكنيسة الوحيدة التي قد ترفع الراية الملكية، حتى بدون وجود الملك، هي دير وستمنستر، وهي خصوصية ملكية.
عندما زارت الملكة إليزابيث الثانية الولايات المتحدة في عام 1991، قُدم لها سيارة ليموزين كاديلاك وضع عليها كل من الرايتين والنجوم والأشرطة، تأكيدًا على «العلاقة المميزة» القائمة بين البلدين.
ترفرف الراية الملكية على أماكن الإقامة الملكية فقط عندما يكون الملك موجودًا. إذا كان علم الاتحاد يرفرف فوق قصر باكنغهام أو قلعة وندسور أو منزل ساندرينغهام، فهذا يشير إلى أن الملك ليس مقيمًا. في عام 1934، سمح الملك جورج الخامس لرعاياه في اسكتلندا بعرض الراية الملكية القديمة لاسكتلندا كجزء من يوبيله الفضي. حاليًا، ترفرف الراية فوق قصر هوليرود وقلعة بالمورال عندما لا يكون الملك مقيمًا.
عندما يحضر الملك البرلمان في قصر وستمنستر، ترفرف الراية الملكية من على برج فيكتوريا.
على عكس علم الاتحاد، لا ينبغي أبدًا أن ترفرف الراية الملكية في نصف الصاري، حتى بعد موت الملك، حيث يوجد دائمًا ملك على العرش. رفرفت في نصف الصاري لعدة ساعات بعد وفاة إدوارد السابع إلى أن اكتشف جورج الخامس الخطأ.
حدث جدل بشأن عدم وجود علم في نصف الصاري فوق قصر باكنغهام بعد وفاة ديانا، أميرة ويلز، في عام 1997. كانت الملكة آنذاك في الإقامة الصيفية في بالمورال؛ ووفقًا للعرف المعمول به، لم يتم عرض أي علم فوق قصر باكنغهام، لأن الملكة لم تكن موجودة. اقترحت الملكة حلًا وسطيًا يتم بموجبه رفع علم الاتحاد في نصف الصاري في يوم جنازة ديانا. رُفع أيضًا علم الاتحاد في نصف الصاري فوق قصر باكنغهام كعلامة احترام في الذكرى الأولى لوفاة ديانا، أميرة ويلز، في عطلة البنوك، الاثنين 31 أغسطس 1998. منذ ذلك الحين، تم رفع علم الاتحاد بانتظام في غياب الملك وتم إنزاله إلى نصف الصاري للاحتفال بعدة مناسبات مثل وفاة الملكة إليزابيث الملكة الأم، وهجمات 11 سبتمبر، وتفجيرات لندن 7 يوليو 2005 ووفاة إليزابيث الثانية.
إنجلترا وأيرلندا الشمالية وويلز والأقاليم التابعة للتاج وأقاليم ما وراء البحار البريطانية
ينقسم العلم إلى أربعة أرباع في إنجلترا وأيرلندا الشمالية وويلز وتوابع التاج وأقاليم ما وراء البحار البريطانية. يمثل الربعان الأول والرابع مملكة إنجلترا القديمة ويحتويان على ثلاثة أسود ذهبية (أو «نمور»)، وحارس عابر على حقل أحمر؛ يمثل الربع الثاني مملكة اسكتلندا القديمة ويحتوي على أسد أحمر منتشر في حقل ذهب؛ يمثل الربع الثالث مملكة أيرلندا القديمة ويحتوي على نسخة من القيثارة الذهبية من شعار النبالة الإيرلندي على حقل أزرق. ما يزال إدراج القيثارة يمثل مشكلة بالنسبة للبعض في أيرلندا. في عام 1937، سأل إيمون دي فاليرا، ومن بعده تيشخ، سكرتير دومينيون، مالكولم ماكدونالد، عما إذا كان من الممكن إزالة ربع القيثارة من الراية الملكية على أساس أن الشعب الأيرلندي لم يعط موافقته على إدراج الشعار الأيرلندي. تم رفض الطلب، وبقيت القيثارة.
يعود تاريخ الراية الملكية الحديثة للمملكة المتحدة، بصرف النظر عن التغييرات الطفيفة (لا سيما في شكل القيثارة المستخدمة لتمثيل أيرلندا)، إلى عهد الملكة فيكتوريا. تضمنت الراية الملكية السابقة للمملكة المتحدة أسلحة هانوفر ومملكة فرنسا، والتي تمثل لقب أمير ناخب (لاحقًا ملك) هانوفر والمطالبة النظرية بعرش فرنسا، وهي مطالبة تم إسقاطها في عام 1800. انتهت رابطة هانوفر في عام 1837 بتنصيب الملكة فيكتوريا التي، كونها أنثى، لم تتمكن من اعتلاء عرش هانوفر.
تشمل الرايات الملكية الأشهر للملوك البريطانيين السابقين الراية الملكية البارزة في اسكتلندا للملكة آن، والرايات الملكية المربعة في هانوفر للملوك من جورج الأول حتى جورج الثالث، والرايات الملكية المتوّجة في هانوفر من جورج الثالث حتى ويليام الرابع. احتوى الأخير على شعار النبالة الملكي لهانوفر متداخل فوق ما أصبح الراية الملكية الحديثة للمملكة المتحدة، على الرغم من أن هذه التمثيلات الفنية بالتحديد لرايات إنجلترا وأيرلندا واسكتلندا في الأرباع الخاصة بها كانت مختلفة بشكل هامشي عن الإصدارات المستخدمة اليوم.

## اسكتلندا
في اسكتلندا، يتم استخدام نسخة منفصلة من الراية الملكية للمملكة المتحدة، حيث يظهر الأسد الأحمر الهائج لمملكة اسكتلندا في الربعين الأول والرابع، مما يؤدي إلى إزاحة الأسود الذهبية الثلاثة حارسة إنجلترا، والتي تقع فقط في الربع الثاني. لم يتغير الربع الثالث، الذي يعرض القيثارة الذهبية لأيرلندا، عن تلك النسخة المستخدمة في بقية أنحاء المملكة المتحدة وخارجها.
تم استخدام النسخة الأسكتلندية من الراية الملكية لتغطية نعش الملكة إليزابيث الثانية أثناء الموكب على الميل الملكي من قصر هوليرود هاوس إلى كاتدرائية سانت غايلز في 12 سبتمبر 2022.
يستخدم أعضاء آخرون من العائلة المالكة أيضًا هذه النسخة الأسكتلندية عندما يكونون في اسكتلندا، مع الاستثناءات الوحيدة لهذا البروتوكول لدوق روثساي كونه زوج ملكة حاكمة والوريث الظاهر، حيث لكل منهما رايته الفردية.
تختلف الراية الملكية للمملكة المتحدة المستخدمة في اسكتلندا عن الراية الملكية التقليدية الحالية لاسكتلندا حيث أن الأخيرة تصور الأسد الهائج بالكامل. تظل الراية الملكية في اسكتلندا راية شخصية للملك، باعتبارها راية شعار النبالة الملكي في اسكتلندا، وعلى الرغم من استخدامها بشكل شائع كعلم ثان غير رسمي لاسكتلندا، غير أن استخدامها محدود بموجب قانون أقره برلمان اسكتلندا في عام 1672.
يتم استخدام الراية الملكية التاريخية لاسكتلندا رسميًا في أماكن الإقامة الملكية الأسكتلندية، عندما لا يكون الملك مقيمًا، ومن قبل ممثلي التاج، بمن فيهم الوزير الأول، وشاغلوا منصب القائم مقام الأعلى في ملازميتهم، والمفوض السامي اللورد للجمعية العامة لكنيسة اسكتلندا، واللورد ليون ملك الأسلحة. يستخدم الوريث الشرعي لملك الاسكتلنديين، دوق روثساي، مجموعة متنوعة من الرايات الملكية لاسكتلندا الذي تعد رايته الملكية الشخصية هي الراية الملكية لاسكتلندا ولكن مشوهة بعلامة زرقاء اللون من ثلاث نقاط. (تتميز راية دوق روثساي أيضًا بالشيء نفسه، وهي معروضة على درع داخلي).